# Scuderia Toro Rosso STR3
O STR3 foi o modelo da Toro Rosso da temporada de 2008 da Fórmula 1. Condutores: Sebastien Bourdais e Sebastian Vettel a partir do GP de Mônaco até o final da temporada. Foi o melhor carro da equipe, que conseguiu a primeira vitória e a primeira pole na carreira também com Vettel no GP da Itália. 

## Resultados[1]
(legenda) (em negrito indica pole position)
| Ano  | Chassi | Motor          | Pneus | Nº | Pilotos            | 1   | 2   | 3   | 4   | 5   | 6   | 7   | 8   | 9   | 10  | 11  | 12  | 13  | 14  | 15  | 16  | 17  | 18  | Pontos    | Posição |  |
| ---- | ------ | -------------- | ----- | -- | ------------------ | --- | --- | --- | --- | --- | --- | --- | --- | --- | --- | --- | --- | --- | --- | --- | --- | --- | --- | --------- | ------- |  |
|      |        |                |       |    |                    |     |     |     |     |     |     |     |     |     |     |     |     |     |     |     |     |     |     |           |         |  |
|      |        |                |       |    |                    | AUS | MAL | BHR | SPA | TUR | MON | CAN | FRA | GBR | GER | HUN | EUR | BEL | ITA | SIN | JPN | CHN | BRA |           |         |  |
| 2008 | STR3   | Ferrari 056 V8 | B     | 14 | Sébastien Bourdais |     |     |     |     |     | Ret | 13  | 17  | 11  | 12  | 18  | 10  | 7   | 18  | 12  | 10  | 13  | 14  | 37*1 (39) | 6°      |  |
| 2008 | STR3   | Ferrari 056 V8 | B     | 15 | Sebastian Vettel   |     |     |     |     |     | 5   | 8   | 12  | Ret | 8   | Ret | 6   | 5   | 1   | 5   | 6   | 9   | 4   | 37*1 (39) | 6°      |  |

↑1  Da primeira até a quinta prova, utilizou o chassi STR2B marcando 2 pontos (39 na temporada).
1. ↑  «CONSTRUCTORS - Toro Rosso STR3» (em inglês). STATS F1